# 추성춘
추성춘(秋成春, 1946년 10월 7일 ~ )은 대한민국의 프리랜서 방송인이자 정치가, 행정가이다.

## 주요 경력
- 1968년 12월 : 문화방송 입사[2]
- 1980년 7월 ~ 1981년 12월 : 문화방송 보도국 사회부 차장
- 1981년 12월 ~ 1987년 12월 : 문화방송 보도국 외신부 도쿄특파원
- 1987년 12월 ~ 1988년 1월 : 문화방송 보도국 외신부 차장대우
- 1988년 1월 ~ 1990년 1월 : 문화방송 보도국 외신부 부장
- 1990년 1월 ~ 1992년 1월 : 문화방송 보도국 해설위원
- 1992년 1월 ~ 1993년 4월 : 문화방송 보도국 부국장 겸 국제외교담당해설위원
- 1993년 4월 30일: MBC 문화방송 퇴사하고 본격 프리랜서 선언.
- 1993년 5월 ~ 1993년 8월 : 외무부 외교정책자문위원
- 1993년 8월 ~ 1994년 2월 : 숭실대학교 겸임교수
- 1994년 3월 ~ 1995년 8월 : 프리 랜서 신분으로 MBC 문화방송 해설위원실 차장대우 직 위임
- 1995년 8월 ~ 1996년 8월 : 문화방송 해설위원실 주간
- 1996년 8월 ~ 1997년 8월 : 문화방송 보도국 국장
- 1997년 8월 ~ 1998년 8월 : 인하대학교 겸임교수
- 1998년 8월 ~ 2000년 8월 : 한양대학교 겸임교수
- 2001년 1월 ~ 2003년 7월 : 제주문화방송 대표이사 사장
- 2005년 11월 26일 ~ 2005년 12월 15일 : 생활정치아카데미 이사장
- 2005년 12월 ~ 2006년 8월 : 외교통상부 외교정책자문위원
- 2006년 8월 ~ 2007년 2월 : 국민대학교 겸임교수
- 2006년 12월 1일 ~ 2008년 12월 8일 : 생활정치아카데미 이사장

## 학력
- 중앙대학교 신문방송학과 학사[1]
- 고려대학교 언론대학원 언론학 석사 수료

## 방송
- 《MBC 0시뉴스》 : 1988년[3]
- 《MBC 뉴스데스크》 : 1988년 ~ 1989년
- 《생방송 여론광장》
- 《MBC 보도국》
- 《추성춘 시사진단》
- 《추성춘 포커스》

## 수상
- 1977년 : 한국방송대상 기자상